# DFS Classic 2008
Il DFS Classic 2008  è stato un torneo di tennis giocato sull'erba.
È stata la 27ª edizione del DFS Classic, che fa parte della categoria Tier III nell'ambito del WTA Tour 2008.
Si è giocato al Edgbaston Priory Club a Birmingham in Inghilterra,
dal 9 al 15 giugno 2008.

## Campioni

### Singolare
Kateryna Bondarenko ha battuto in finale  Yanina Wickmayer con il punteggio di 7–6(7), 3–6, 7–6(4)

### Doppio
Cara Black /  Liezel Huber hanno battuto in finale  Séverine Brémond /  Virginia Ruano Pascual con il punteggio di 6–2, 6–1